# Гірчак (риба)
Гірчак (Rhodeus) — рід риб родини ахейлогнатових (Acheilognathidae).

## Розповсюдження
Розповсюджений у Східній Азії (у басейні річки Амур, на Сахаліні та у Китаї та Кореї). У Європі зустрічається єдиний підвид Rhodeus sericeus amarus, представлений у басейні Чорного та Каспійського морів, а також у Франції та Німеччині. В різних регіонах має численні місцеві назви: гірчанка, гірчиця, горькушка, гарьва, малявка, ольшанка, пацюк, пукас, пукасик. Ареал цього виду залежить від розповсюдження двостулкових молюсків родів Unio та Anodonta, тому що з ними пов'язано розмноження гірчака.

## Будова
Більшість видів має довжину 8 — 10 см, тільки колючий гірчак досягає 15 — 16 см. За зовнішнім виглядом нагадує невеликого карасика. Тіло сплюснуте з боків, голова відносно невелика. Луска крупна, бічна лінія дуже коротка, її пори закінчуються до десятої луски. Рот маленький, глоткових зубів по 5 з кожного боку, розташовані в один ряд. Забарвлення сріблясте на боках та череві, спина зеленувата, у хвостовій частині є темна смужка, більше чи менше виражена у різних видів. Очі жовті з помаранчевою плямою зверху. Під час розмноження самці міняють забарвлення. Спина та боки стають темно-фіолетові, бокова смужка яскраво-зеленою, черево рожеве.

## Спосіб життя
Гірчак тримається здебільшого у прибережній зоні, збирається у невеликі зграї. Живе у стоячих водоймах або у річках з повільною течією. По водоймі переміщуються мало. Тримається на піщаних або кам'янистих ділянках, уникає мулистого дна. Це виключно травоїдна риба, живиться нитчастими водоростями, тому має досить довгий кишечник.

## Розмноження
Статевої зрілості гірчак досягає на 2 — 3 році життя, при довжині 3 — 4 см. Нерест риби досить цікавий, проходить наприкінці весни та влітку. У самиць виростає досить довгий яйцеклад (довжина до 5 см), за допомогою якого ікра відкладається у мантійну порожнину двостулкових молюсків. Потім вона запліднюється самцями. При цьому ікра захищена від пересихання та хижаків, але при такому розмноженні гірчак може існувати тільки там, де розповсюджені такі молюски. Внаслідок низького вмісту кисню в мантійній порожнині молюсків личинки з'являються на більш ранніх стадіях, ніж у інших коропових, після чого утримуються на зябрових пелюстках молюска. Дихати при недостачі кисню їм допомагає густа мережа капілярів жовткового мішка. Плодючість самок невелика (224 — 280 ікринок), вони відкладаються маленькими порціями протягом усього літа. Молюски теж отримують користь від риби, личинки молюсків деякий час живуть на тілі гірчака, що сприяє їх розселенню по водоймі.

## Значення
Промислового значення не має внаслідок невеликих розмірів та гіркого смаку, через який риба і отримала назву. Є кормом для хижих видів риб. Іноді гірчаків тримають у акваріумах, оскільки риба досить красиво забарвлена.

## Види
Станом на лютий 2024 року рід включав 29 видів:
- Rhodeus albomarginatus  Li & Arai, 2014
- Rhodeus amarus  (Bloch, 1782) — Гірчак європейський
- Rhodeus amurensis  (Vronsky, 1967)
- Rhodeus atremius  (Jordan and Thompson, 1914)
- Rhodeus caspius  Esmaeili, Sayyadzadeh, Japoshvili, Eagderi, Abbasi & Mousavi-Sabet, 2020
- Rhodeus colchicus  Bogutskaya & Komlev, 2001
- Rhodeus cyanorostris   Li, Liao & Arai, 2020
- Rhodeus fangi  (Miao, 1934)
- Rhodeus flaviventris  Li, Arai & Liao 2020
- Rhodeus haradai  Arai, Suzuki & Shen, 1990
- Rhodeus hondae  (Jordan & Metz, 1913)
- Rhodeus laoensis  Kottelat, Doi & Musikasinthorn, 1998
- Rhodeus lighti  (Wu, 1931)
- Rhodeus mantschuricus  Mori, 1934
- Rhodeus meridionalis  Karaman, 1924
- Rhodeus monguonensis  (Li, 1989)
- Rhodeus nigrodorsalis  Li, Liao & Arai, 2020
- Rhodeus notatus  Nichols, 1929
- Rhodeus ocellatus  (Kner, 1866)
- Rhodeus pseudosericeus  Arai, Jeon & Ueda, 2001
- Rhodeus rheinardti  (Tirant, 1883)
- Rhodeus sciosemus  (Jordan & Thompson, 1914)
- Rhodeus sericeus  (Pallas, 1776) — Гірчак амурський
- Rhodeus shitaiensis  Li & Arai, 2011
- Rhodeus sinensis  Günther, 1868
- Rhodeus smithii  (Regan, 1908)
- Rhodeus spinalis  Oshima, 1926
- Rhodeus suigensis  (Mori, 1935)
- Rhodeus uyekii  (Mori, 1935)